# Saint-Dizier-en-Diois
Pour les articles homonymes, voir Saint-Dizier (homonymie).
Saint-Dizier-en-Diois est une commune française située dans le département de la Drôme, en région Auvergne-Rhône-Alpes.

## Géographie

### Localisation
La commune de Saint-Dizier-en-Diois est située à 20 km au nord-est de La Motte-Chalancon et à 27 km au sud de Luc-en-Diois. Elle est rattachée à la communauté de communes du Diois.

### Relief et géologie
C'est la commune la plus haute de la Drôme avec sa mairie située à 1 100 m d'altitude.
Sites particuliers :
- Col de Roussas (1121 m)[1].
- Col de Fay.

### Climat
Pour des articles plus généraux, voir Climat d'Auvergne-Rhône-Alpes et Climat de la Drôme.
En 2010, le climat de la commune est de type climat de montagne, selon une étude du Centre national de la recherche scientifique s'appuyant sur une série de données couvrant la période 1971-2000. En 2020, Météo-France publie une typologie des climats de la France métropolitaine dans laquelle la commune est exposée à un climat de montagne ou de marges de montagne et est dans la région climatique  Alpes du sud, caractérisée par une pluviométrie annuelle de 850 à 1 000 mm, minimale en été. 
Pour la période 1971-2000, la température annuelle moyenne est de 8,9 °C, avec une amplitude thermique annuelle de 16,8 °C. Le cumul annuel moyen de précipitations est de 967 mm, avec 7,9 jours de précipitations en janvier et 5,3 jours en juillet. Pour la période 1991-2020, la température moyenne annuelle observée sur la station météorologique de Météo-France la plus proche, « Bellegarde-en-Diois », sur la commune de Bellegarde-en-Diois à 5 km à vol d'oiseau, est de 10,5 °C et le cumul annuel moyen de précipitations est de 1 016,9 mm,. Pour l'avenir, les paramètres climatiques de la commune estimés pour 2050 selon différents scénarios d'émission de gaz à effet de serre sont consultables sur un site dédié publié par Météo-France en novembre 2022.

### Voies de communication et transports
Le territoire communal est traversé par la route départementale 106 (RD106).

## Urbanisme

### Typologie
Au 1er janvier 2024, Saint-Dizier-en-Diois est catégorisée commune rurale à habitat très dispersé, selon la nouvelle grille communale de densité à 7 niveaux définie par l'Insee en 2022.
Elle est située hors unité urbaine et hors attraction des villes,.

### Occupation des sols
L'occupation des sols de la commune, telle qu'elle ressort de la base de données européenne d’occupation biophysique des sols Corine Land Cover (CLC), est marquée par l'importance des forêts et milieux semi-naturels (67,9 % en 2018), en diminution par rapport à 1990 (69,7 %). La répartition détaillée en 2018 est la suivante : 
forêts (58,1 %), zones agricoles hétérogènes (27,7 %), milieux à végétation arbustive et/ou herbacée (7,8 %), prairies (4,4 %), espaces ouverts, sans ou avec peu de végétation (2 %). L'évolution de l’occupation des sols de la commune et de ses infrastructures peut être observée sur les différentes représentations cartographiques du territoire : la carte de Cassini (XVIIIe siècle), la carte d'état-major (1820-1866) et les cartes ou photos aériennes de l'IGN pour la période actuelle (1950 à aujourd'hui).

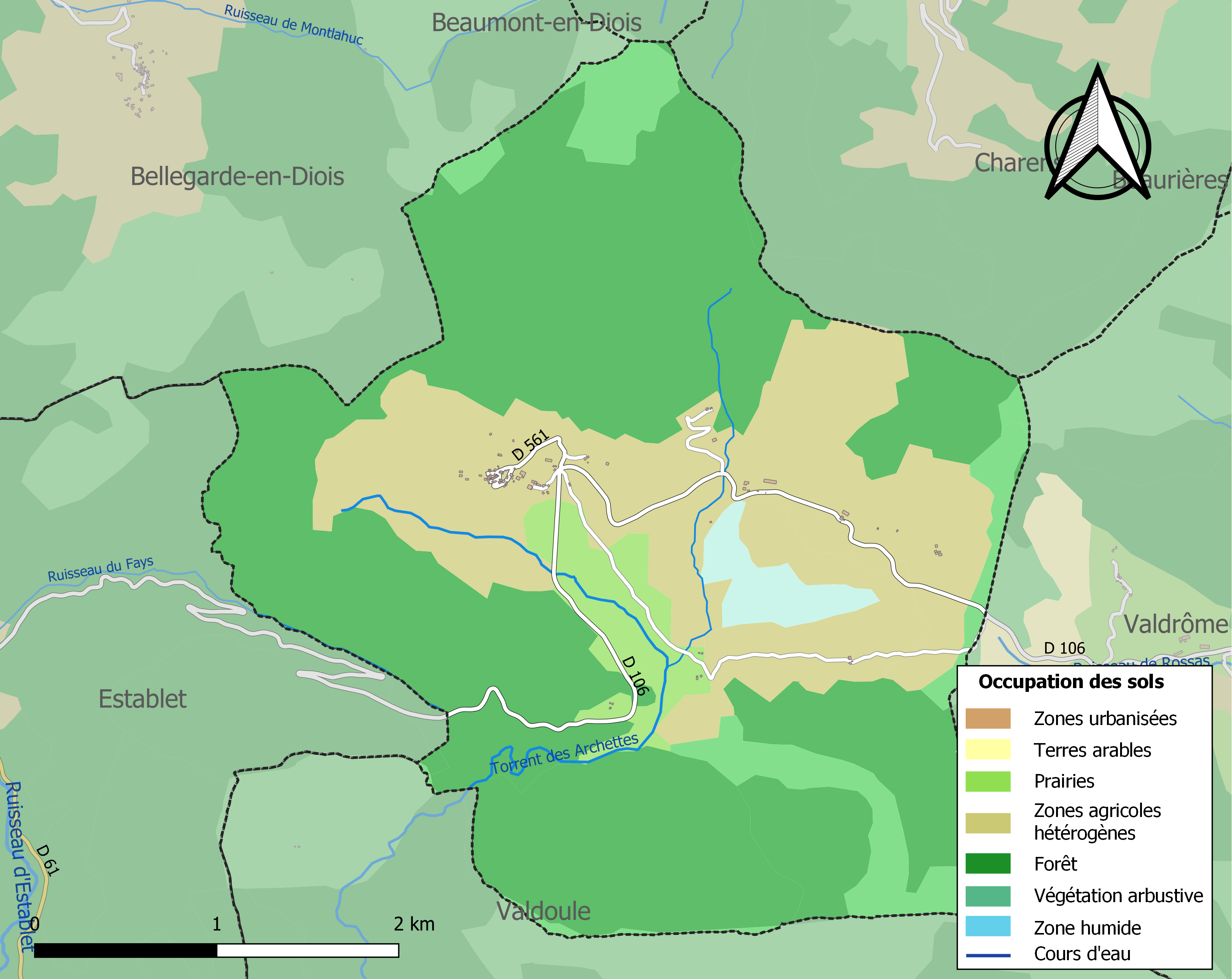
Carte des infrastructures et de l'occupation des sols de la commune en 2018 (CLC).

### Morphologie urbaine

#### Hameaux et lieux-dits
En 1891, le quartier l'Adret-de-Guillondrix est attesté. Il est mentionné en 1525 : in Adrechio (terrier de l'évêché de Die).

## Toponymie

### Attestations
Dictionnaire topographique du département de la Drôme :
- 1449 : mention du prieuré : prioratus Sancti Deziderii (pouillé hist.).
- 1509 : mention de l'église paroissiale Saint-Didier : ecclesia parrochialis Sancti Desiderii (visites épiscopales).
- 1578 : Sainct Dezier (rôle de décimes).
- 1644 : Saint Dezier (visites épiscopales).
- 1891 : Saint-Dizier, commune du canton de La Motte-Chalancon.

- 1920 : Saint-Dizier-en-Diois  (Bulletin des Lois).

## Histoire
Pour un article plus général, voir Histoire de la Drôme.

### Du Moyen Âge à la Révolution
La seigneurie :
- Au point de vue féodal, la terre était du fief des évêques de Die.
- Elle semble avoir été démembrée de celle de Valdrôme.
- 1452 : possession des Reynard.
- 1470 : possession des Bertrand.
- 1540 : possession des Cliou.
- (non daté) : possession des Chermet.
- 1676 : la terre est vendue aux Vaulserre des Adrets, derniers seigneurs.

Avant 1799, Saint-Dizier était une communauté de l'élection de Montélimar, de la subdélégation de Crest et du bailliage de Die.

Elle formait une paroisse du diocèse de Die, dont l'église, dédiée à saint Didier, était celle d'un prieuré de l'ordre de Saint-Jean de Jérusalem, uni à la commanderie de Valdrôme dès le XVIe siècle et dont la collation et les dîmes appartenaient au chapitre de Die.

### De la Révolution à nos jours
En 1790, la commune est comprise dans le canton de Valdrôme. La réorganisation de l'an VIII (1799-1800) la place dans celui de La Motte-Chalancon.
En 1947, à la suite de l'attribution du droit de vote aux femmes à la fin de la guerre, Alice Cartier, ancienne résistante est élue maire du village. La place du village porte aujourd'hui son nom.

## Politique et administration

### Liste des maires
| Période                                  | Période                       | Identité                           | Étiquette        | Qualité             |
| ---------------------------------------- | ----------------------------- | ---------------------------------- | ---------------- | ------------------- |
| Les données manquantes sont à compléter. |                               |                                    |                  |                     |
| 1871                                     |                               | ?                                  |                  |                     |
| 1874                                     |                               | ?                                  |                  |                     |
| 1878                                     |                               | ?                                  |                  |                     |
| 1884                                     |                               | ?                                  |                  |                     |
| 1888                                     |                               | ?                                  |                  |                     |
| 1892                                     |                               | ?                                  |                  |                     |
| 1896                                     |                               | ?                                  |                  |                     |
| 1900                                     |                               | ?                                  |                  |                     |
| 1904                                     |                               | ?                                  |                  |                     |
| 1908                                     |                               | ?                                  |                  |                     |
| 1912                                     |                               | ?                                  |                  |                     |
| 1919                                     |                               | ?                                  |                  |                     |
| 1925                                     |                               | ?                                  |                  |                     |
| 1929                                     |                               | ?                                  |                  |                     |
| 1935                                     |                               | ?                                  |                  |                     |
| 1945                                     |                               | ?                                  |                  |                     |
| 1947                                     | 1965                          | Alice Cartier                      |                  | ancienne résistante |
| 1965                                     | 1971                          | Émile Oddon                        | PS               |                     |
| 1971                                     |                               | ?                                  |                  |                     |
| 1977                                     |                               | ?                                  |                  |                     |
| 1983                                     |                               | ?                                  |                  |                     |
| 1989                                     |                               | ?                                  |                  |                     |
| 1995                                     |                               | ?                                  |                  |                     |
| 2001                                     | 2014                          | Robert Delage                      |                  |                     |
| 2014                                     | ?                             | Nathalie Duby                      | (sans étiquette) |                     |
| ? (statut ?)                             | 2020                          | Thibault Garagnon                  | (sans étiquette) | agriculteur         |
| 2020                                     | En cours (au 17 janvier 2021) | Robert Delage[source insuffisante] | (sans étiquette) |                     |

## Population et société

### Démographie
L'évolution du nombre d'habitants est connue à travers les recensements de la population effectués dans la commune depuis 1793. Pour les communes de moins de 10 000 habitants, une enquête de recensement portant sur toute la population est réalisée tous les cinq ans, les populations de référence des années intermédiaires étant quant à elles estimées par interpolation ou extrapolation. Pour la commune, le premier recensement exhaustif entrant dans le cadre du nouveau dispositif a été réalisé en 2005.

En 2022, la commune comptait 46 habitants, en évolution de −4,17 % par rapport à 2016 (Drôme : +2,64 %, France hors Mayotte : +2,11 %).
| 1793 | 1800 | 1806 | 1821 | 1831 | 1836 | 1841 | 1846 | 1851 |
| ---- | ---- | ---- | ---- | ---- | ---- | ---- | ---- | ---- |
| 319  | 230  | 199  | 349  | 392  | 343  | 341  | 202  | 277  |

| 1856 | 1861 | 1866 | 1872 | 1876 | 1881 | 1886 | 1891 | 1896 |
| ---- | ---- | ---- | ---- | ---- | ---- | ---- | ---- | ---- |
| 244  | 237  | 216  | 201  | 210  | 211  | 207  | 189  | 175  |

| 1901 | 1906 | 1911 | 1921 | 1926 | 1931 | 1936 | 1946 | 1954 |
| ---- | ---- | ---- | ---- | ---- | ---- | ---- | ---- | ---- |
| 177  | 156  | 160  | 136  | 132  | 100  | 98   | 85   | 73   |

| 1962 | 1968 | 1975 | 1982 | 1990 | 1999 | 2005 | 2006 | 2010 |
| ---- | ---- | ---- | ---- | ---- | ---- | ---- | ---- | ---- |
| 68   | 49   | 47   | 47   | 36   | 25   | 35   | 35   | 34   |

| 2015 | 2020 | 2022 | - | - | - | - | - | - |
| ---- | ---- | ---- | - | - | - | - | - | - |
| 47   | 49   | 46   | - | - | - | - | - | - |

### Enseignement
La commune est rattachée à l'académie de Grenoble.

### Loisirs
Le territoire communal est silloné par des sentiers de randonnées (dont l'itinéraire du col de Fay).

### Médias
Le territoire de la commune se situe dans l'aire de diffusion de plusieurs médias :
- Presse écrite
  - Le Dauphiné libéré, quotidien régional qui consacre, chaque jour, y compris le dimanche, un ou plusieurs articles à l'actualité du canton et de la commune, ainsi que des informations sur les éventuelles manifestations locales, les travaux routiers, et autres événements divers à caractère local.
  - L'Agriculture Drômoise, journal d'informations agricoles et rurales, couvre l'ensemble du département de la Drôme.
  - Drôme Hebdo (ancien Peuple Libre), hebdomadaire chrétien d'informations.
- Presse audio-visuelle
  - France Bleu est une radio publique diffusée sur son territoire.

## Économie

### Agriculture
En 1992 : pâturages (ovins).

## Culture locale et patrimoine

### Lieux et monuments
- Village ancien[1].
- Église Saint-Dizier de Saint-Dizier-en-Diois, rustique[1].
- Temple protestant[1].

### Héraldique, logotype et devise
|  | Saint-Dizier-en-Diois possède des armoiries dont l'origine et le blasonnement exact ne sont pas disponibles. |